# Mayo (Yukon)
Mayo é uma vila localizado no centro do território de Yukon no Canadá, ao longo da estrada Yukon Highway 11 e do rio Stewart. A população no Censo de 2011 era 226 residentes, uma diminuição de 8.9% se comparado a população do censo de 2006. É também o lar dos aborígenes da tribo Nacho Nyak Dun, cuja língua preliminar é Tutchone do norte. O nome Nacho Nyak Dun se traduz em "pessoas do rio grande". A vila é servida por Aeroporto Mayo. E antes a vila era conhecida como Mayo Landing.
A única escola é a J. V. Clark School, que é nomeada em homenagem ao Dr. Clark. Teve aproximadamente 70 estudantes em 2012. O atual diretor é Ken MacGillivray.
A vila foi nomeada após o ex-acrobata de circo Alfred Mayo, tornar-se colonizador e explorador da região.

## Ligações Externas
- YukonWeb: The Village of Mayo